# Teodor Bălășel
Teodor Bălășel (n. 7 noiembrie 1869 – d. 30 ianuarie 1941) a fost preot, teolog și folclorist, prieten cu Nicolae Iorga și Spiru Haret. Constantin S. Nicolaescu-Plopșor l-a numit „cel mai mare folclorist pe care l-a dat Oltenia”.

## Biografie
Teodor Bălășel s-a născut în data de 7 noiembrie 1869 în satul Bogdănești, județul Vâlcea. Între anii 1885-1889 a urmat studile Seminarului Teologic Ortodox din Râmnicu Vâlcea. Imediat după absolvire devine învățător, iar din 1892 este hirotonit diacon. După doi ani, în 1894, devine preot paroh la Ștefănești. Aproape 40 de ani a deținut această calitate, iar ca păstor al comunității, s-a îngrijit de educația și viața spirituală a țăranilor prin construirea școlii primare, a bibliotecii sătești, precum și ctitorirea unei noi biserici de lemn ce a fost sfințită în anul 1931. De asemenea, între anii 1904-1919 a deținut și funcția de președinte al Consistoriului duhovnicesc al Eparhiei Râmnicului.
Activitatea lui Teodor Bălășel nu s-a rezumat doar la sfera ecleziastică. A fost foarte interesat de etnografie și mai ales de folclorul românesc - în special de cel oltenesc - strângând numeroase balade, doine, cântece haiducești, legende și basme din zona Olteniei. Rezultatul a fost publicarea a numeroase articole și lucrări ce l-au făcut să fie remarcat în epocă inclusiv de către Academia Română. La 7 noiembrie 1892, Bălășel a comunicat Academiei Române că are pregătită o amplă și valoroasă colecție folcloristică de balade, cântece, ghicitori, basme, legende și doine. Astfel, Bălășel a ajuns să se împrietenească și să colaboreze cu nume mari ale cercetării folclorului și istoriei, între care Nicolae Iorga, Constantin S. Nicolaescu-Plopșor, Arthur Gorovei, Vasile D. Nicolescu, dar și cu teologi ca Gala Galaction. Prin prietenia cu Iorga, acesta a publicat câteva lucrări la tipografia de la Vălenii de Munte. De asemenea, Iorga i-a scris și prefața la una dintre lucrări.
În zilele de 3-5 ianuarie 1927 a avut loc în comuna Ștefănești consfătuirea folcloriștilor din Oltenia, când a luat ființă “Tovărășia Folcloriștilor Olteni” al cărui cârmuitor a fost ales Teodor Bălășel.
Teodor Bălășel a decedat în data de 30 ianuarie 1941 la Ștefănești. În amintirea sa, în municipiul Râmnicu Vâlcea există Strada „Teodor Bălășel”, iar la Ștefănești avem Școala Gimnazială „Teodor Bălășel”. De asemenea, despre viața sa s-au scris mai multe cărți, între care Preotul Teodor Bălășel. Învățător, folclorist și apostol haretian, Ed. Rotipo, Iași, 2016.

## Operă
- Casele și curțile țărănești, Vălenii de Munte, 1909;
- Polemici și cronici, Râmnicu Vâlcea, 1912;
- Povestiri populare române, Vălenii de Munte, 1912;
- În Chestia Monahismului, București, 1913;
- În Munți și Mănăstiri, București, 1913;
- Scrisori de la Spiru C.Haret, București, 1914;
- Ostrovul de la Călimănești. Povestiri, Râmnicu Vâlcea, 1931;
- Cămătarul fix. Povestiri morale populare române, Râmnicu Vâlcea, 1935;
- Împăratul și ciobanul. Povestiri morale culese din popor, ed. a II-a, Râmnicu Vâlcea, 1938;
- Versuri populare române, adunate și coordonate de Preotul Teodor Bălășel, Craiova, 3 vol;
- Cântece populare oltenești, cu o prefață de Nicolae Iorga, Ediție îngrijită de Gheorghe Alexe si Vasile D. Nicolescu, București, 1967; (volum postum)